# Grandas de Salime
Grandas de Salime – gmina w Hiszpanii, w prowincji Asturia, w Asturii, o powierzchni 111,62 km². W 2011 roku gmina liczyła 1001 mieszkańców.
Miasto jest ważnym miejscem przystankowym dla pielgrzymów zmierzających do Santiago de Compostela trasą Camino Primitivo.